# NGC 7202
NGC 7202 este o galaxie situată în constelația Peștele Austral. A fost descoperită în 15 august 1835 de către John Herschel.